# پاکسمن

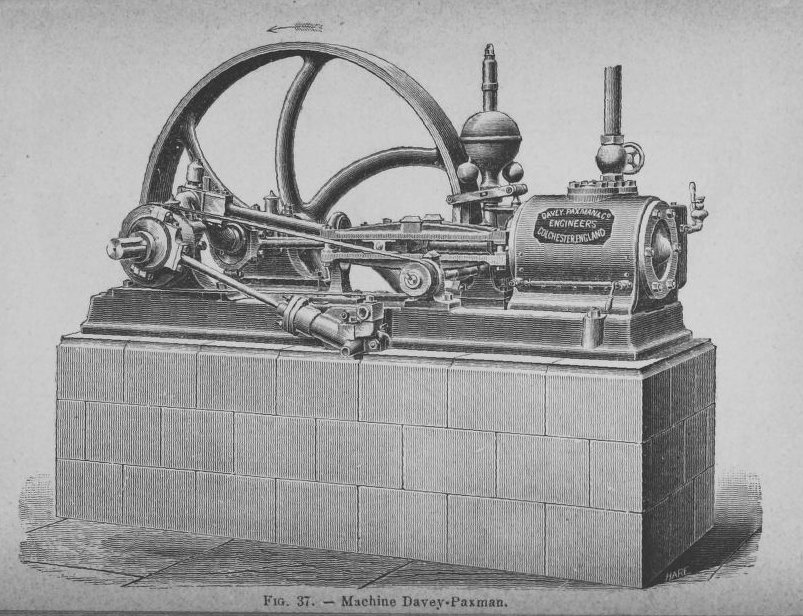
موتور دیوی پکسمن، دههٔ ۱۸۹۰

پاکسمن یک برند بزرگ بریتانیایی در زمینهٔ موتورهای دیزلی است. مالکیت پس از تشکیل شرکت در سال ۱۸۶۵ تغییر کرده‌است و اکنون این برند متعلق به ام‌آان به عنوان بخشی از ام‌آان دیزل و توربو است. تولید موتور هنوز در درجه اول در کارهای پاکسمن است.